# کرگ هالکت
کرگ هالکت (انگلیسی: Craig Halkett؛ زادهٔ ۲۹ مهٔ ۱۹۹۵) بازیکن فوتبال اهل بریتانیا است.
از باشگاه‌هایی که در آن بازی کرده‌است می‌توان به باشگاه فوتبال رنجرز اشاره کرد.